# Magdalena Mroczkiewicz
Magdalena Mroczkiewicz, född den 28 augusti 1979 i Gdańsk, Polen, är en polsk fäktare som ingick i det polska lag som tog OS-silver i damernas lagtävling i florett i samband med de olympiska fäktningstävlingarna 2000 i Sydney.